# Mesochorus medius
Mesochorus medius là một loài tò vò trong họ Ichneumonidae.